# آنخل هررا
آنخل هررا (انگلیسی: Yangel Herrera؛ زادهٔ ۷ ژانویهٔ ۱۹۹۸) بازیکن فوتبال اهل ونزوئلا است که در پست هافبک دفاعی به صورت قرضی از لیگ برتر در منچسترسیتی برای باشگاه ژیرونا در لا لیگا بازی می‌کند،
وی همچنین در تیم‌های ملی فوتبال زیر ۱۷ سال ونزوئلا، زیر ۲۰ سال ونزوئلا و ونزوئلا بازی کرده‌است.